# Bulwar Zachodzącego Słońca (ulica)
Bulwar Zachodzącego Słońca (ang. Sunset Boulevard) – ulica w zachodniej części hrabstwa Los Angeles. Rozciąga się od Figueroa Street w śródmieściu (downtown) Los Angeles do Pacific Coast Highway przy Oceanie Spokojnym w dzielnicy Pacific Palisades. Jest ikoną kultury Hollywood.
Mający około 22 mile (35 km) długości bulwar przebiega wzdłuż lub w pobliżu Echo Park, Silver Lake, Los Feliz, Hollywood, West Hollywood, Beverly Hills, Holmby Hills, Bel-Air, Brentwood i Pacific Palisades. W dzielnicy Bel-Air przebiega wzdłuż północnej granicy kampusu Uniwersytetu Kalifornijskiego, funkcjonuje również jako łącznik pomiędzy północną a południowo-zachodnią częścią Beverly Hills. Posiada szerokość co najmniej czterech pasów. Korki uliczne ciągną się też poza bulwarem – wzdłuż Santa Monica i Wilshire Boulevard.
Bulwar rozciąga się dalej na wschód, zaczynając w Alameda Street, w pobliżu Union Station i obok Olvera Street w historycznej części dzielnicy Downtown, ale część bulwaru we wschodniej Figueroa, na północnym krańcu Downtown, została w 1994 przemianowana na Cesar Chavez Avenue, wzdłuż Macy Street i Brooklyn Avenue, ku czci dawnego meksykańsko-amerykańskiego lidera związków zawodowych.
W latach siedemdziesiątych XX w. przestrzeń pomiędzy Gardner Street i Western Avenue stała się czymś w rodzaju dzielnicy czerwonych latarni z uliczną prostytucją. Na rogu Sunset i Courtney Avenue aktor Hugh Grant zabrał prostytutkę Divine Brown, wczesnym rankiem 27 czerwca 1995 roku. Następnie pojechał na wschód i zaparkował na rogu alej Curson i Hawthorn. Policja aresztowała jego i prostytutkę pod zarzutem sprośnego zachowania w miejscu publicznym, po czym Grant został ukarany grzywną w wysokości 1200 dolarów. Niedługo po licznych nalotach policji w tym miejscu, uliczna prostytucja zaczęła się zmniejszać.
Bulwar Zachodzącego Słońca w Hollywood bywa nazywany „gitarowym ciągiem”, dzięki dużej liczbie sklepów z gitarami i przedsiębiorstw powiązanych z muzyką; mieści się tu też między innymi studio nagraniowe Sunset Sound Studios i United Western Recorders. Także wielu młodych aktorów, muzyków i innych artystów mieszka w obrębie bulwaru. Najlepiej rozpoznawalną częścią Sunset Boulevard jest prawdopodobnie Sunset Strip w West Hollywood, który jest centrum życia nocnego w Los Angeles.
Część bulwaru od zachodnich granic miasta w Beverly Hills do jego wschodniej części  nazywana jest  Beverly Boulevard.
Bulwar jest upamiętniony w filmie Billy’ego Wildera, musicalu Andrew Lloyda Webbera oraz w serialu telewizyjnym z lat pięćdziesiątych  77 Sunset Strip. Przebój duetu Jan and Dean „Dead Man’s Curve” uwiecznił sekcję bulwaru w pobliżu posiadłości w Bel-Air, na północ od stadionu Drake Stadium należącego do Uniwersytetu Kalifornijskiego. Disney’s Hollywood Studios użyły bulwaru jako zasłony dla Wieży Grozy i kolejki górskiej Rock‘n’Roller Coaster.
Dwie linie komunikacji miejskiej Metro Local, 2 i 302, obsługują Sunset Boulevard. Linia 302 przymierzana jest natomiast do zastąpienia przez linię 702, należącą do Metro Rapid. Pociągi czerwonej linii metra w Los Angeles obsługują stację Vermont/Sunset przy Vermont Avenue.

## Galeria zdjęć

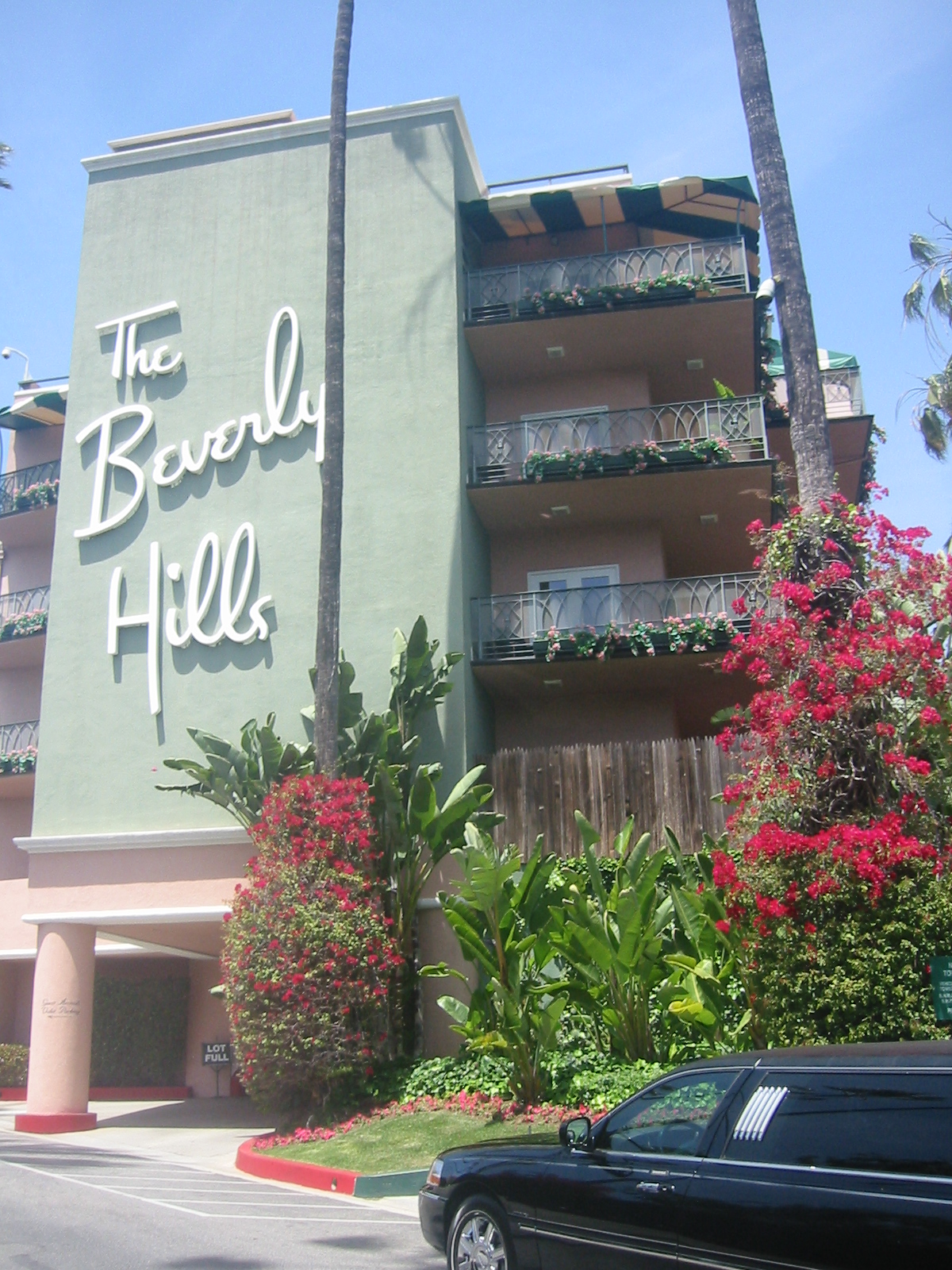
Beverly Hills Hotel
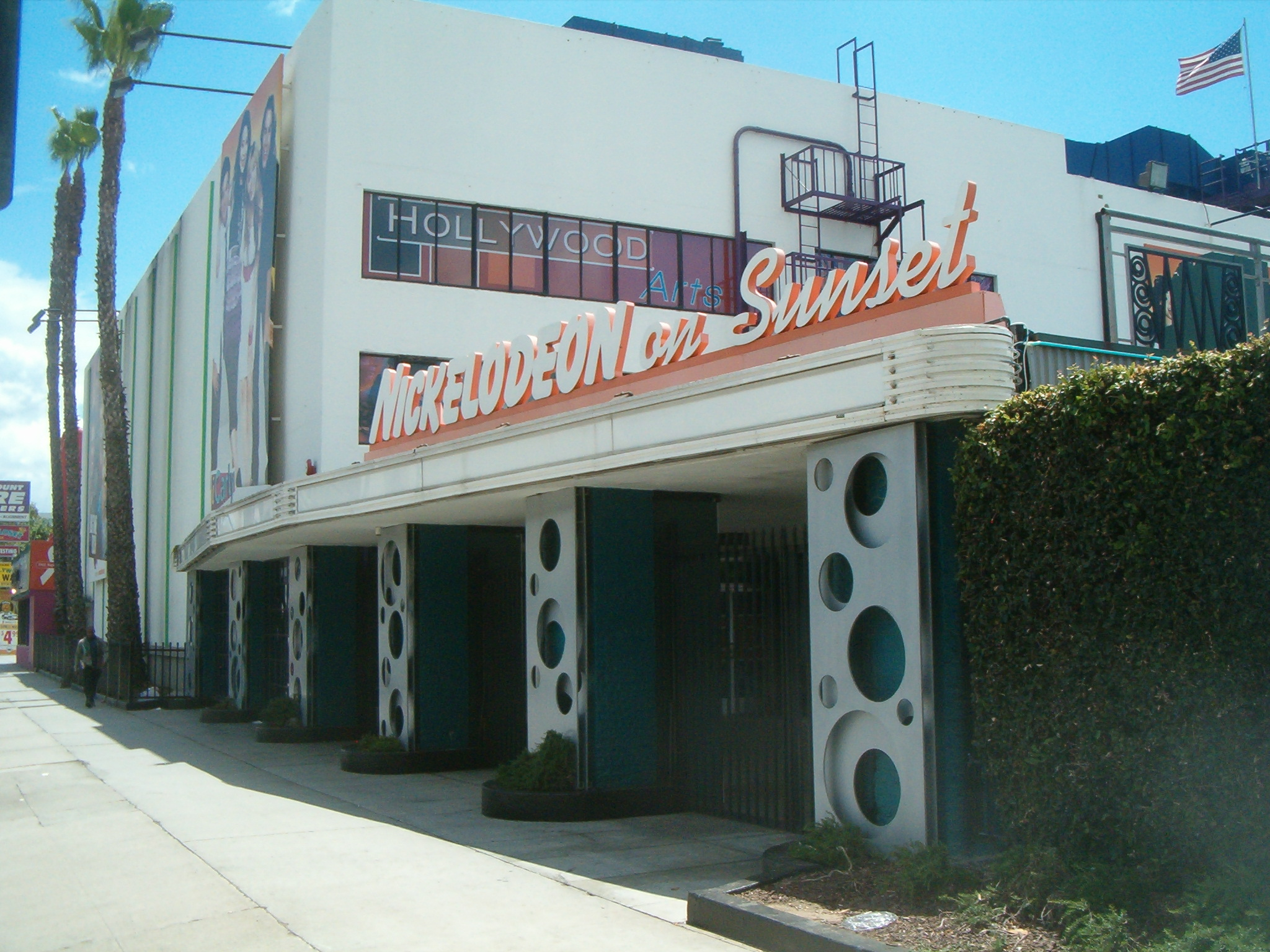
Nickelodeon Studios na Bulwarze Zachodzącego Słońca pod nr 6230
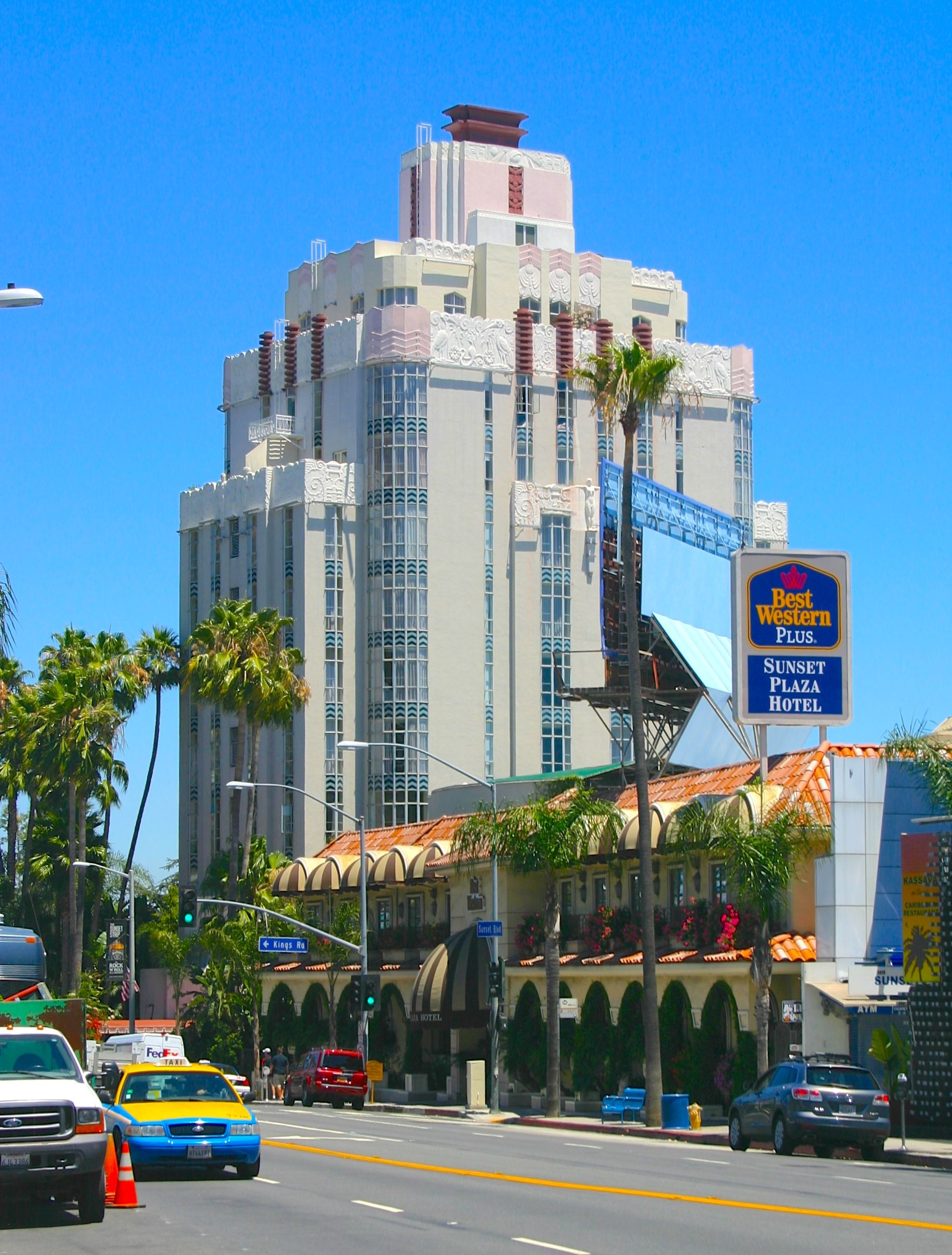
Sunset Tower mieści się na Bulwarze Zachodzącego Słońca pod nr 8358
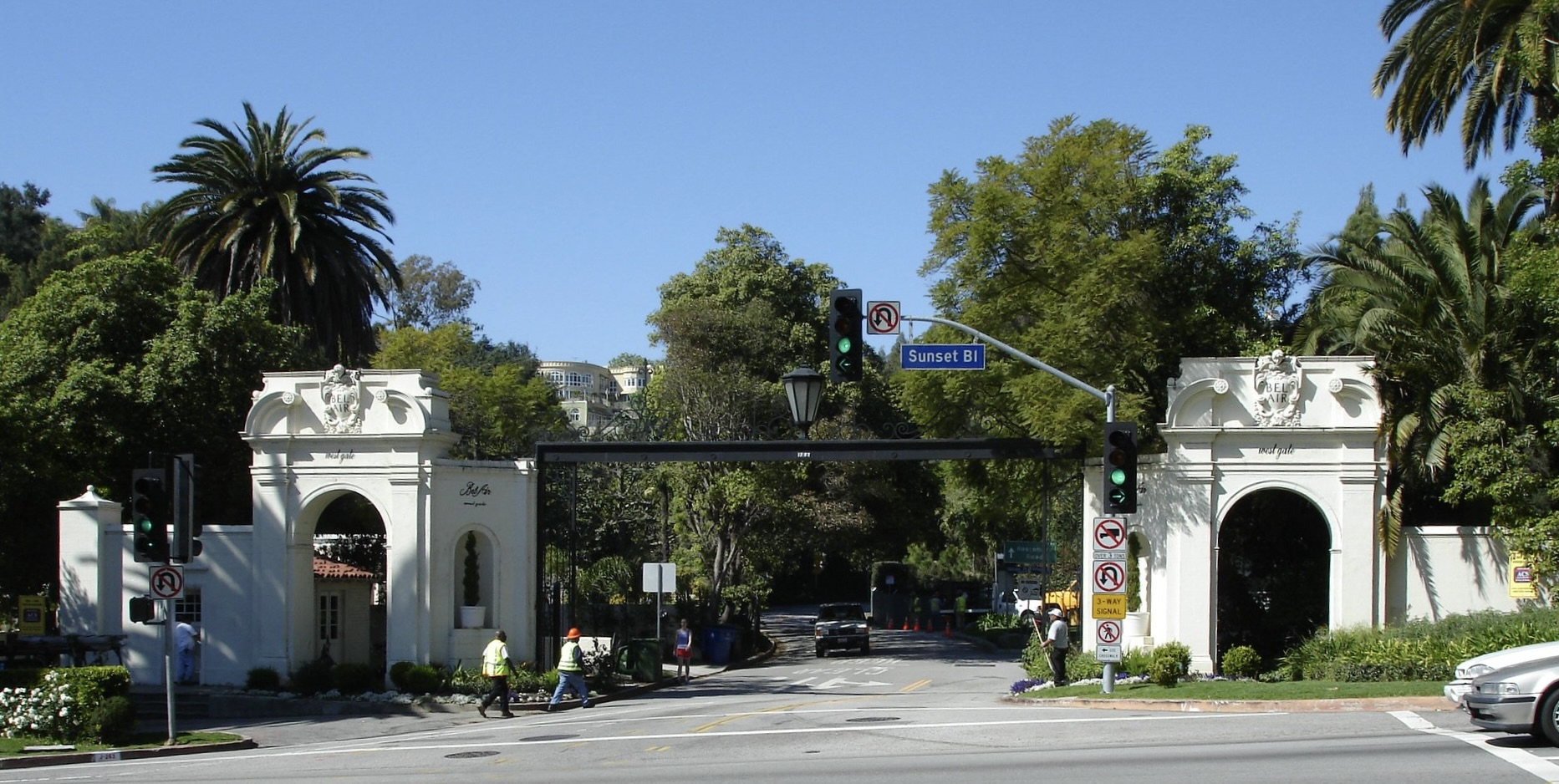
Bulwar Zachodzącego Słońca przebiegający obok West Gate w Bel Air
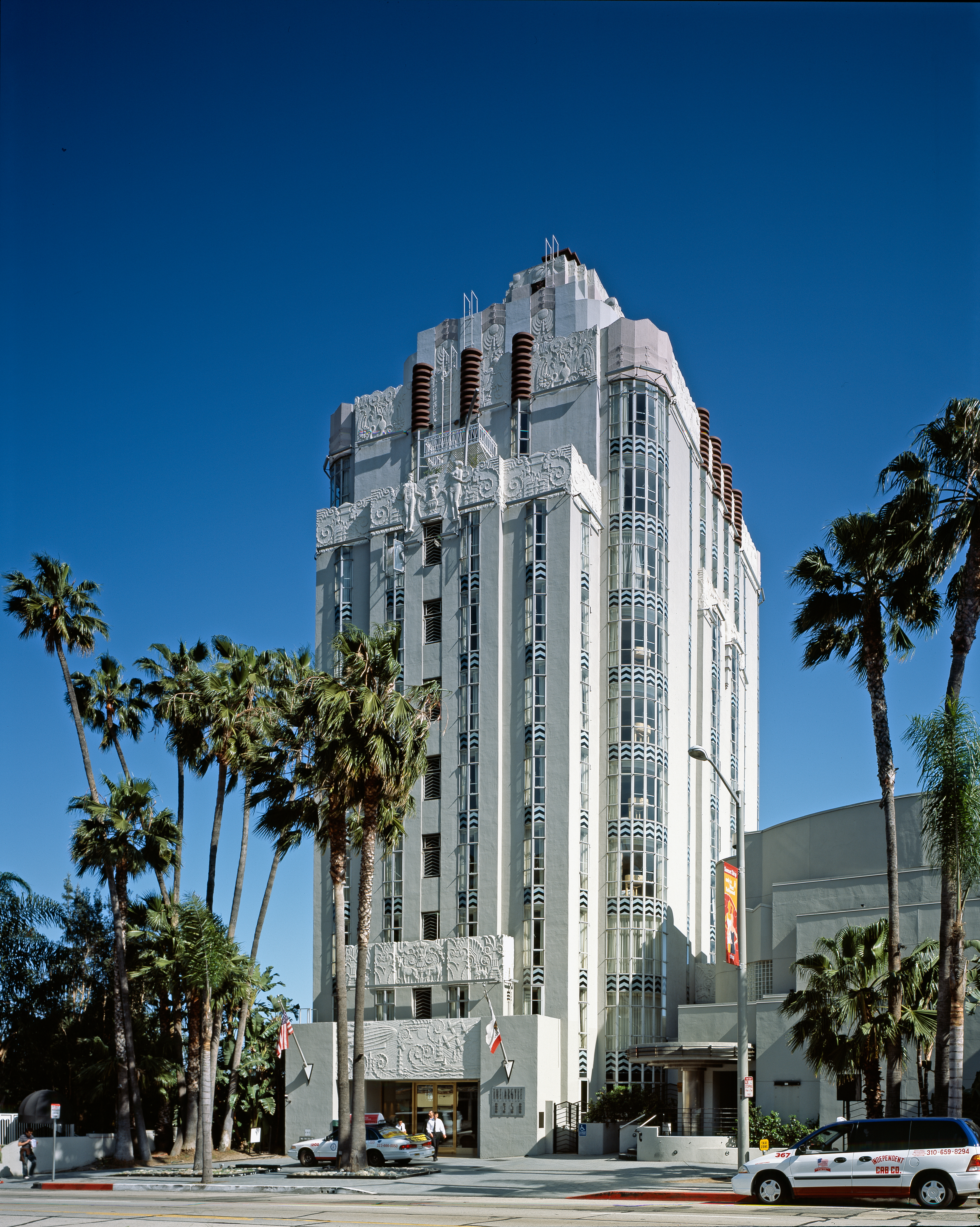
Argyle Hotel
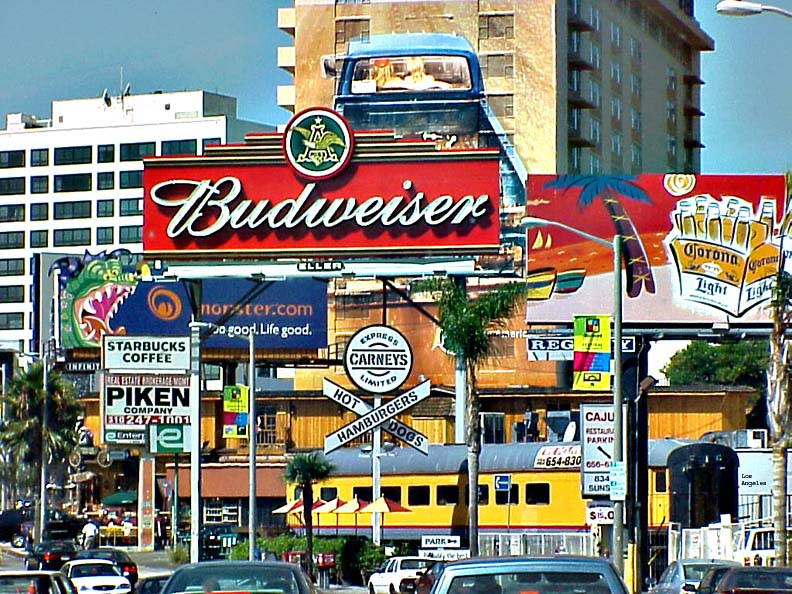
Tablice reklamowe wzdłuż bulwaru Zachodzącego Słońca
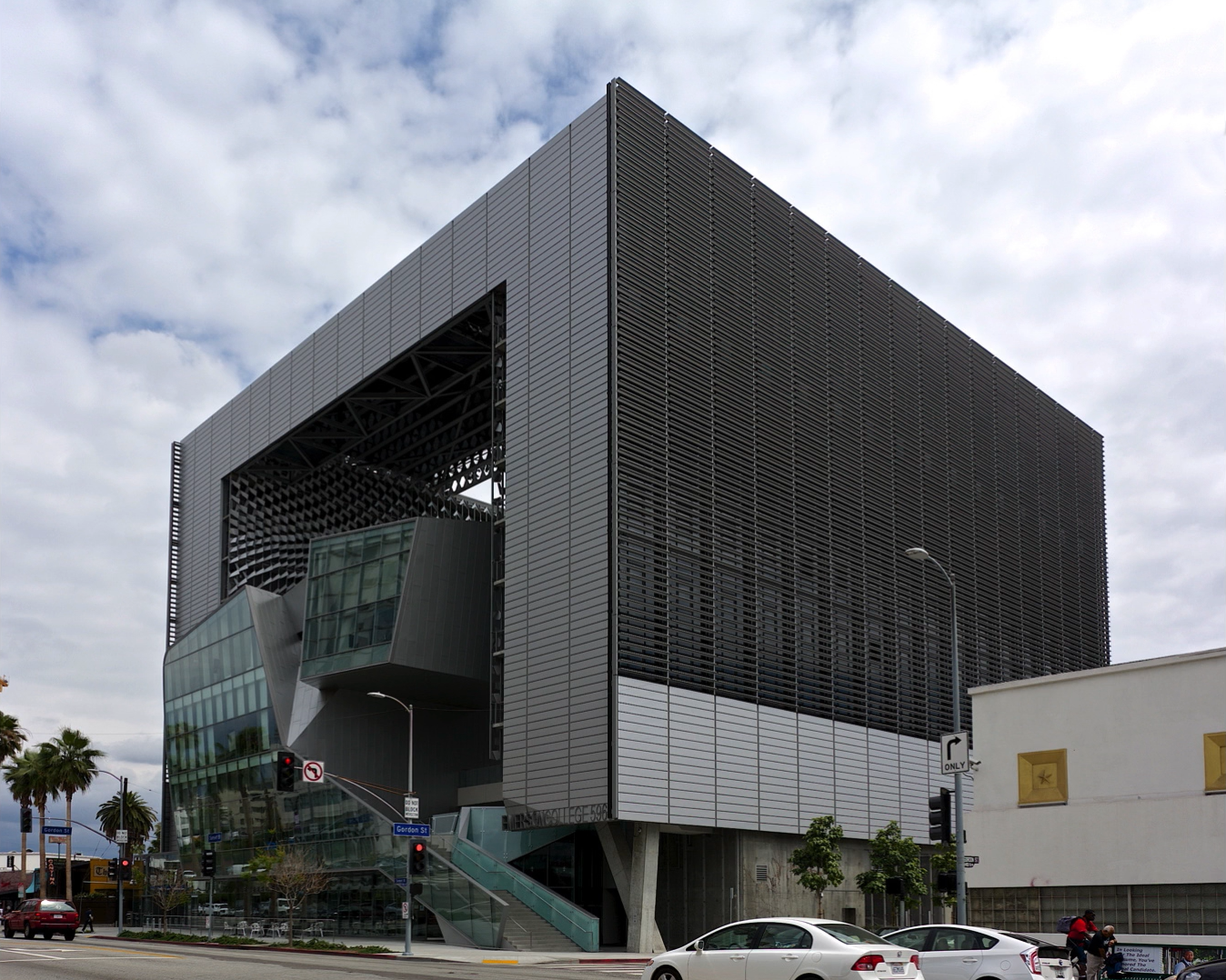
Kampus Emerson College na Bulwarze Zachodzącego Słońca pod nr 5960
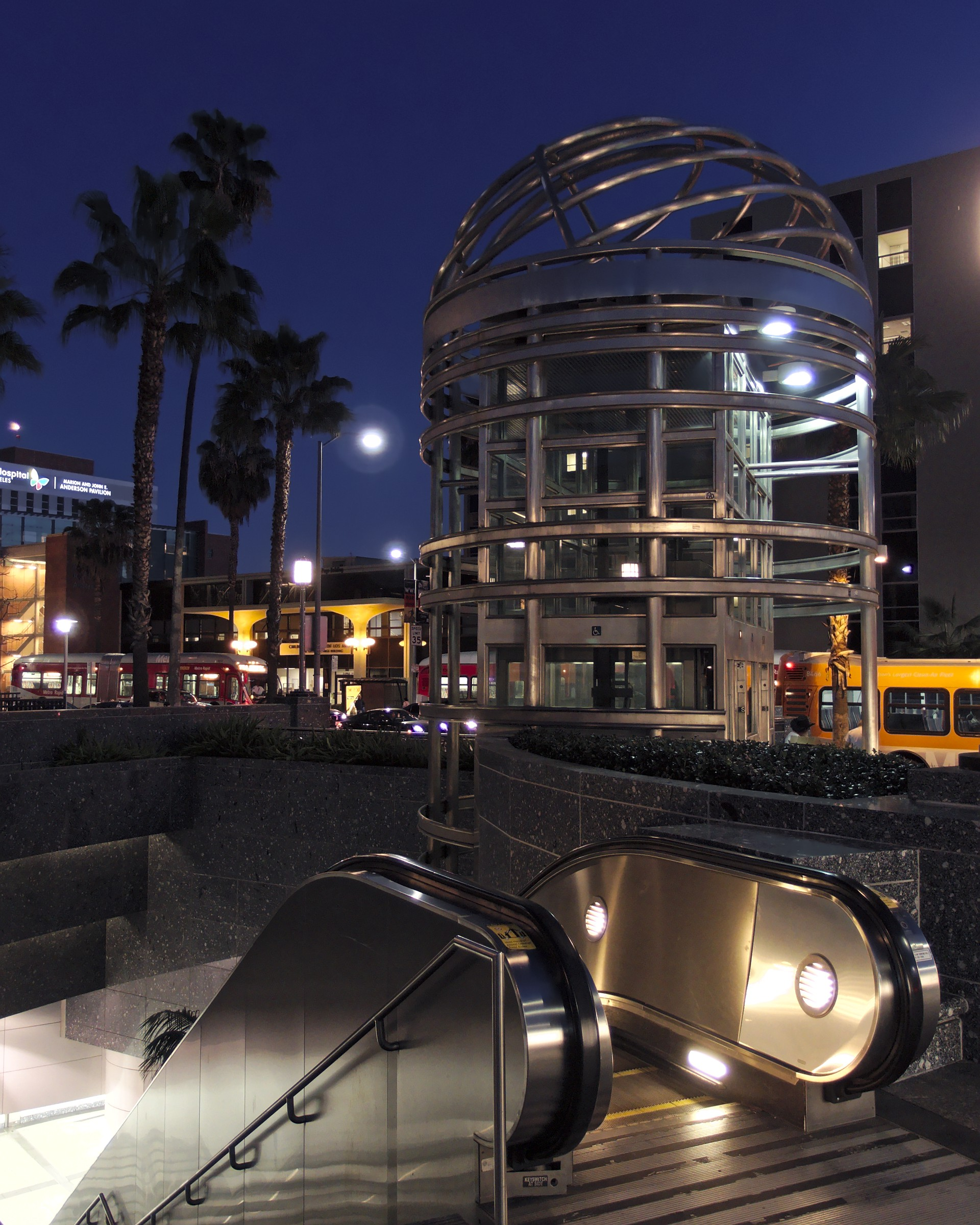
Zewnętrzna strona stacji metra Vermont/Sunset